# Hiroyuki Nagato
Hiroyuki Nagato (長門裕之, Nagato Hiroyuki), né le 10 janvier 1934 à Kyoto et mort le 1er mai 2011 à Tokyo, est un acteur japonais. Son vrai nom est Akio Katō (加藤晃夫, Katō Akio).

## Biographie
Hiroyuki Nagato naît dans l'arrondissement Nakagyō-ku de Kyoto. Il est la vedette des films La Saison du Soleil, Désir inassouvi, Mon deuxième frère, Désirs volés, ainsi que Sukeban Deka et Tokyo Girl Cop. Il meurt à Tokyo le 21 mai 2011.
Nagato est issu d'une fameuse famille du cinéma. Son frère cadet Masahiko Tsugawa est acteur ainsi que sa femme Yōko Minamida. Son grand-père est le réalisateur Shōzō Makino, son père, Kunitarō Sawamura, et sa mère, Tomoko Makino, sont tous deux acteurs. Son oncle et sa tante du côté paternel sont les acteurs Sadako Sawamura et Daisuke Katō.
Hiroyuki Nagato a tourné dans plus de 220 films entre 1940 et 2004.

## Filmographie partielle

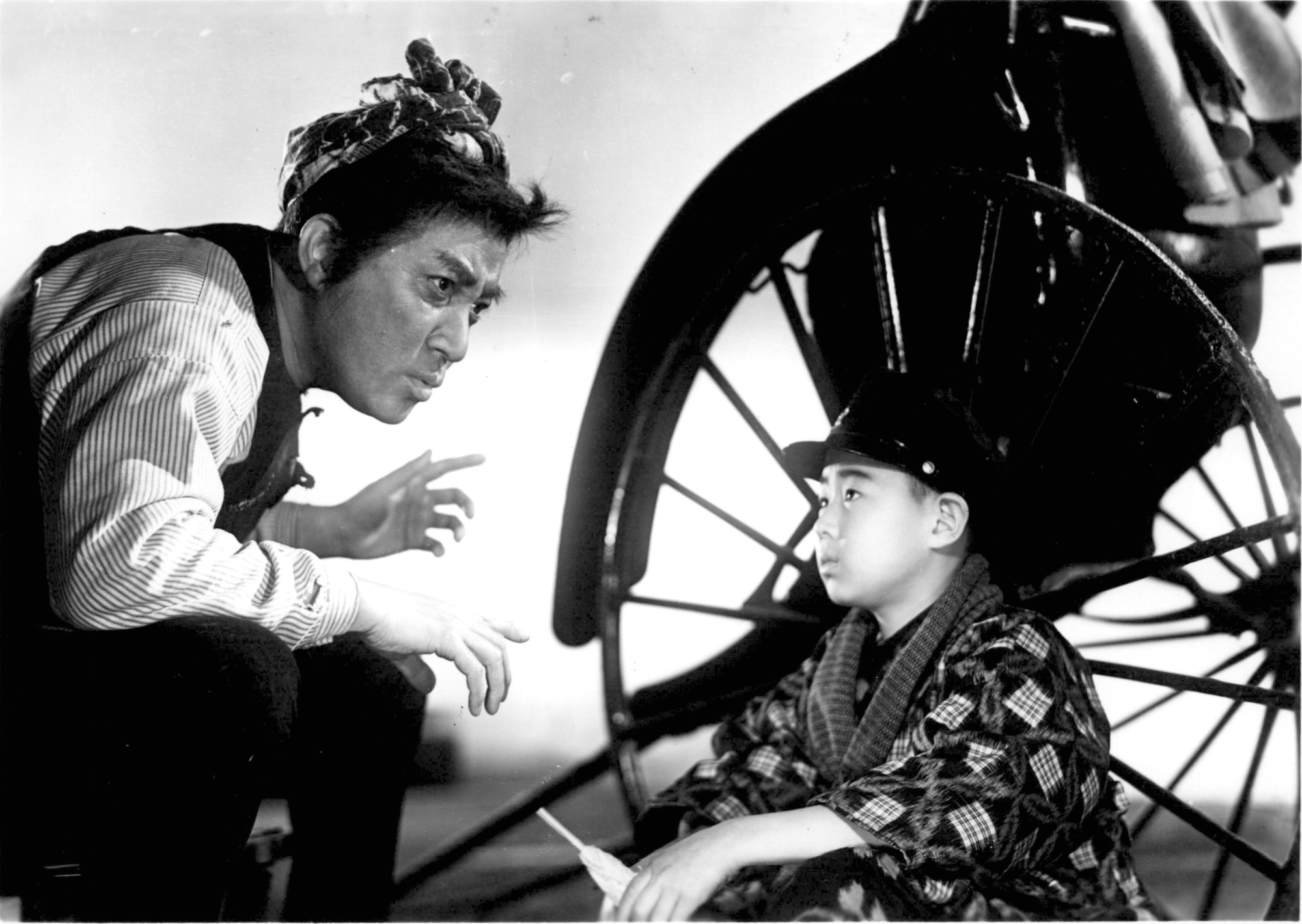
Tsumasaburō Bandō et Hiroyuki Nagato dans L'Homme au pousse-pousse (1943).

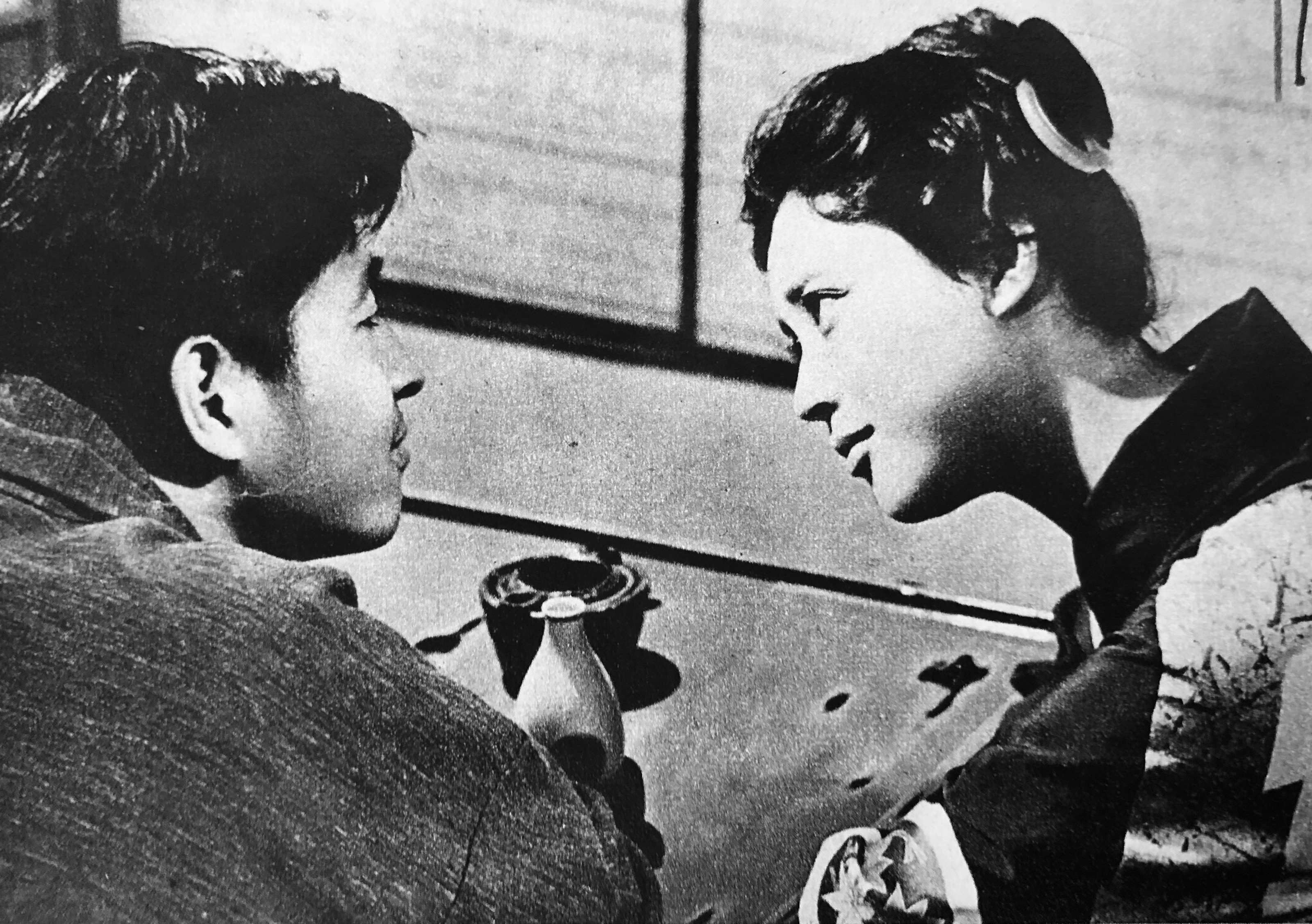
Hiroyuki Nagato et Mariko Okada dans La Source thermale d'Akitsu (1962).

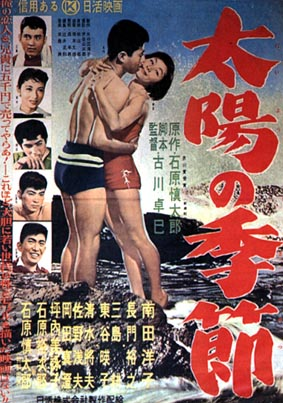
Yōko Minamida et Hiroyuki Nagato sur une affiche du film La Saison du Soleil (1956).

- 1943 : L'Homme au pousse-pousse (無法松の一生, Muhōmatsu no isshō?) de Hiroshi Inagaki : Toshio enfant
- 1944 : Trois Générations de Danjurō (団十郎三代, Danjurō sandai?) de Kenji Mizoguchi
- 1945 : Le Chant de la victoire (必勝歌, Hisshō ka?) de Kenji Mizoguchi, Masahiro Makino, Hiroshi Shimizu et Tomotaka Tasaka
- 1956 : La Saison du soleil (太陽の季節, Taiyō no kisetsu?) de Takumi Furukawa : Tatsuya Tsugawa
- 1956 : Double suicide à Shirogane (銀心中, Shirogane shinjū?) de Kaneto Shindō : Tamatarō
- 1958 : Désirs volés (盗まれた欲情, Nusumareta yokujō?) de Shōhei Imamura : Shin'ichi Kunida
- 1958 : Désir inassouvi (果てしなき欲望, Hateshinaki yokubo?) de Shōhei Imamura
- 1959 : Machi ga nemuru toki (街が眠る時?) de Haruyasu Noguchi
- 1959 : Mon deuxième frère (にあんちゃん, Nianchan?) de Shōhei Imamura : Kiichi Yasumoto, frère ainé
- 1960 : Le Sommeil de la bête (けものの眠り, Kemono no nemuri?) de Seijun Suzuki
- 1961 : Cochons et Cuirassés (豚と軍艦, Buta to gunkan?) de Shōhei Imamura : Kinta
- 1962 : La Source thermale d'Akitsu (秋津温泉, Akitsu Onsen?) de Yoshishige Yoshida : Shūsaku Kawamoto
- 1963 : La Femme insecte (にっぽん昆虫記, Nippon konchuki?)  de Shōhei Imamura : Matsunami
- 1963 : Kyoto (古都, Koto?) de Noboru Nakamura : Hideo Otomo
- 1964 : Les Fleurs et les Vagues (花と怒濤, Hana to dotō?) de Seijun Suzuki
- 1969 : Lady Yakuza : L'Héritière (緋牡丹博徒 二代目襲名, Hibotan bakuto: Nidaime shūmei?) de Shigehiro Ozawa : Jukkichi Ishikawa
- 1972 : Lady Yakuza : Le Code yakuza (緋牡丹博徒 仁義通します, Hibotan bakuto: Jingi tōshi masu?) de Buichi Saitō : Tokichi
- 1980 : Chichi yo haha yo! (父よ母よ！?) de Keisuke Kinoshita
- 1987 : Hachiko (ハチ公物語, Hachikō monogatari?) de Seijirō Kōyama : Kiku-san
- 1990 : Rōnin-gai (浪人街?) de Kazuo Kuroki
- 1992 : Femme dans un enfer d'huile (女殺油地獄, Onna goroshi abura no jigoku?) de Hideo Gosha
- 1993 : Yume no onna (夢の女?) de Bandō Tamasaburō V : le client
- 2003 : The Man in White (許されざる者, Yurusarezaru mono?) de Takashi Miike
- 2004 : Izo (イゾウ?) de Takashi Miike
- 2006 : Tokyo Girl Cop (スケバン刑事 コードネーム=麻宮サキ, Sukeban Deka: Codename = Asamiya Saki?) de Kenta Fukasaku : Kurayami Shirei
- 2008 : Rêve éveillé (夢のまにまに, Yume no mani mani?) de Takeo Kimura
- 2009 : Shinjuku Incident - Guerre de gangs à Tokyo (新宿事件, San suk si gin?) de Derek Yee : Hara Ooda

## Distinctions

### Récompenses
- 1960 : prix Blue Ribbon du meilleur acteur pour Mon deuxième frère[2]
- 1964 : prix du film Mainichi du meilleur second rôle masculin pour Kyoto[3]